# Schwarzachtal
Das Schwarzachtal ist ein Naturraum (111.01) im Freystädter Albvorland im Vorland der mittleren Frankenalb im Fränkischen Keuper-Lias-Land im Südwestdeutschen Stufenland.
Im Westen grenzt das Freystädter Albvorland westlich der Schwarzach (111.00) an, im Norden an das Freystädter Albvorland östlich der Schwarzach (111.02), im Osten das Südliche und Westliche Neumarkter Becken (111.12) sowie Sulzbürg (111.17) und im Süden an das Schwarzach-Thalach-Taltrichter, auch Gredinger Schwarzachtal genannt, (82.29) sowie Westliche Sulzplatte (82.30).
Es handelt sich um ein flaches Liashügelland vor der Mittleren Frankenalb. Das Tal ist 25 m eingesenkt. Teilweise ist der Feuerletten des mittleren Keupers freigelegt. Diese ermöglichte die Anlage des Kauerlacher Weihers. Am Fluss ist ein Auwaldbereich und ein Mooskiefernwald. Ansonsten sind offen Liasflächen mit Ackerfluren.
Das Gebiet gehört politisch zur Stadt Hilpoltstein und der Stadt Freystadt. Es umfasst die Ortsteile Freystadt, Thannhausen, Oberndorf, Forchheim, Sulzkirchen, Höfen, Burggriesbach, Jettenhofen, Häusern, Karm, Federhof, Kauerlach und Aßlschwang.